# Mooi Juultje van Volendam
Mooi Juultje van Volendam is een Nederlandse stomme film uit 1924 van Alex Benno in zwart-wit. Hij is gebaseerd op een toneelstuk van Jan Lemaire sr. De film werd gedeeltelijk opgenomen in de studio van Belga Films en was de eerste Nederlands-Belgische coproductie uit de filmgeschiedenis. De film is in België bekend onder de titel Het schoone meisje van Volendam.

## Verhaal
Juultje is het mooiste meisje van Volendam en de dochter van de strenge kastelein Barendse. Tijdens de kermis komen kunstschilder Sander Meesen en zijn vriend Rekveld naar het café. Ze willen graag een klompendans zien. Barendse komt binnen en wordt woedend omdat hij niet wil dat er in het café gedanst wordt. Zijn bediende Piet, die verliefd op Juultje is, neemt de schuld op zich en wordt op staande voet ontslagen. Als Juultje bekent dat het haar schuld is, mag Piet blijven.
De volgende dag hoort Piets vriend Willem dat Sander met Juultje op het land afspreekt om haar te tekenen. Er ontstaat ruzie en Sander wordt het café uit gezet. Juultje loopt met Sander weg naar Brussel waar zij geniet van het wereldse leven, tot Sander haar in de steek laat. Zij keert terug naar Nederland en raakt aan lager wal in een Amsterdamse kroeg. Na drie jaar hoort ze van een oude bekende dat haar moeder ernstig ziek is. Zij keert naar huis terug, zodat haar moeder rustig kan sterven. Barendse verzoent zich met zijn dochter en ze trouwt met Piet die naar Canada was vertrokken om zijn positie te verbeteren.

## Rolbezetting
| Acteur                 | Personage          |
| ---------------------- | ------------------ |
| Annie Bos              | Juultje            |
| August van den Hoeck   | Barendse           |
| Rémi Rasquin           | Meesen             |
| Jan Kiveron            | Sander             |
| Pierre Balledux        | Piet               |
| Frans Boogaert         | Rekveld            |
| Johan Elsensohn        | Toon               |
| Piet Fuchs             | Meesens boekhouder |
| Wiesje Ghijs           |                    |
| Annie Metman-Slinger   |                    |
| Jetje Rasquin-Cabanier |                    |
| Arthur Sprenger        | dokter             |
| Willem van der Veer    | Willem             |
| Marie Verstraete       | Trees Barendse     |